# Harpullia frutescens
Harpullia frutescens är en kinesträdsväxtart som beskrevs av Frederick Manson Bailey. Harpullia frutescens ingår i släktet Harpullia och familjen kinesträdsväxter. Inga underarter finns listade i Catalogue of Life.